# COBRAcable
COBRAcable (COpenhagen-BRussels-Amsterdam cable) är en 325 kilometer lång likströmskabel som går 
under Tyska bukten i Nordsjön. Sjökabeln går mellan Endrup, i närheten av Esbjerg i Danmark, och Eemshaven i Nederländerna.
Den består av två parallella kablar för likström och en fiberkabel för kommunikation, och är förberedd för anslutning till en havsbaserad vindkraftspark. Kablarna, som ägs av Energinet och Tennet, har en överföringskapacitet på 700 MW.
Fiberkabeln används för övervakning av sjökabeln och överskottskapaciteten hyrs ut.